# Federico Fernández
Federico Fernández (Tres Algarrobos, 21 febbraio 1989) è un ex calciatore argentino, di ruolo difensore.
È soprannominato El Flaco (Il Magro in italiano) per via della struttura fisica longilinea.

## Biografia
Ha origini italiane: un suo trisavolo per lato materno era originario di Lacedonia, in provincia di Avellino, e possiede pertanto anche il passaporto italiano.

## Caratteristiche tecniche
Era un difensore centrale, abile nel gioco aereo e dotato di buona tecnica individuale.

## Carriera

### Club

#### L'esordio all'Estudiantes
Fernández cresce nelle giovanili dell'Estudiantes, debuttando in prima squadra il 14 settembre 2008 durante il torneo di Apertura 2008 in una sconfitta per 1-0 contro il Vélez Sársfield. Colleziona, inoltre, due presenze nella Copa Sudamericana 2008.
Il 2 maggio 2009, in una partita contro il Lanús, realizza la sua prima rete a seguito di un assist del compagno di squadra Juan Sebastián Verón e nello stesso anno vince la Coppa Libertadores, prendendo parte a due partite della competizione. Partecipa quindi alla Coppa del mondo per club FIFA 2009, senza però scendere in campo nelle due partite disputate dalla sua squadra. L'anno seguente vince il torneo di Apertura 2010 giocando stabilmente da titolare nel reparto arretrato del club platense, il meno battuto del torneo.

#### Napoli
Il 2 luglio 2011 viene acquistato a titolo definitivo dal Napoli per 3 milioni di euro, un trasferimento già definito nella precedente sessione invernale di calciomercato. Firma un contratto quinquennale fino al 30 giugno 2016.
Esordisce in maglia azzurra e in Serie A alla prima partita utile, il 10 settembre 2011 nella trasferta contro il Cesena (3-1 il risultato a favore dei partenopei), nella quale subentra al connazionale Ezequiel Lavezzi al minuto 83. Il 2 novembre debutta nella massima competizione europea, la UEFA Champions League, nella trasferta contro il Bayern Monaco (3-2 per i bavaresi), siglando una doppietta e trovando in tal modo i primi gol in maglia azzurra.
Nella prima stagione azzurra colleziona 16 presenze in campionato - 19 complessive in stagione - e vince la Coppa Italia.
Il 30 gennaio 2013, dopo aver collezionato nove presenze (di cui due in campionato) nella prima parte di stagione, passa in prestito agli spagnoli del Getafe. Il 17 febbraio successivo, alla seconda partita giocata, segna il primo gol con la maglia del Getafe ai danni del Celta Vigo, siglando la rete del definitivo 3-1 in favore dei madrileni. Colleziona 14 presenze e una rete nella Liga e al termine della stagione rientra al Napoli.
Sotto la guida tecnica del nuovo allenatore Rafael Benítez guadagna progressivamente spazio in squadra e viene schierato stabilmente al centro della difesa a 4 del tecnico spagnolo. Il 3 maggio 2014 vince la seconda Coppa Italia, disputando da titolare la vittoriosa (3-1) finale di Roma contro la Fiorentina.

#### Swansea City
Il 20 agosto 2014 passa a titolo definitivo allo Swansea City per la cifra di 10 milioni di euro, con cui firma un contratto quadriennale. Sei giorni dopo ha fatto il proprio debutto per la squadra, giocando tutti i 90 minuti della gara vinta per 1-0 contro il Rotherham United nel secondo turno di Carabao Cup. La prima apparizione ufficiale in Premier League con lo Swansea risale al 13 settembre, sostituendo Jordi Amat dopo l'intervallo nella sconfitta per 4-2 contro il Chelsea.
Fernández ha ricevuto il suo primo cartellino rosso nei minuti di recupero della gara valida per il quarto turno di Coppa di Lega contro il Liverpool ad Anfield per aver compiuto un brutto fallo ai danni di Philippe Coutinho; pochi minuti dopo, Dejan Lovren ha messo a segno la rete della vittoria eliminando definitivamente lo Swansea dal torneo. Due giorni dopo, la FA ha revocato il cartellino rosso in appello allo Swansea, evitando così una squalifica di tre giornate per il giocatore. Nella giornata di apertura della stagione 2015-2016, ha segnato un autogol contro il Chelsea in una gara pareggiata per 2-2 allo Stamford Bridge. Ha segnato la sua prima rete per il club il 19 marzo 2016 in una gara vinta per 1-0 contro l'Aston Villa al Liberty Stadium.

#### Newcastle
Il 9 agosto 2018 viene acquistato a titolo definitivo dal Newcastle. Questo trasferimento gli ha permesso di rincontrare il suo vecchio allenatore dei tempi del Napoli Rafael Benítez. Ha segnato la sua prima rete per il club il 2 novembre 2019 nella vittoria esterna per 3-2 in casa del West Ham. Il suo secondo gol è arrivato nella vittoria casalinga per 2-1 contro il Southampton.
Il 7 luglio 2021, Fernández ha rinnovato il proprio contratto fino alla fine della stagione 2021-2022.

#### Elche
Il 1º settembre 2022 fa ritorno in Spagna a titolo definitivo all'Elche. Esordirà con il club nella gara esterna per 2-1 contro il Rayo Vallecano. Purtroppo, questa sarà la prima ed ultima partita che il giocatore disputerà per i biancoverdi, perché il suo contratto sarà risolto appena dopo l'arrivo in panchina di Pablo Machín: una delle cause del suo addio è anche causato dalla sua gara contro il Rayo, dove il giocatore sbaglierà un passaggio cruciale al 95' minuto, regalando la palla gol ad Unai López e concedendo di fatto il gol vittoria alla squadra madrilena.

#### Al-Duhail
Il 4 febbraio 2023, vola in Qatar, firmando per l'Al-Duhail. Esordirà nella gara pareggiata per 2-2 contro l'Al-Sadd, dove tra l'altro segnerà anche la sua prima rete, riuscendo a pareggiare la gara al 98' minuto. In circa 4 mesi, collezionerà solamente altre 3 presenze per il club. A maggio 2023, il club annuncia che l'argentino non avrebbe continuato la sua esperienza nel club e che a luglio si sarebbe ufficialmente separato da esso.

#### Ritorno all'Estudiantes
Il 18 agosto 2023 viene ufficializzato il suo ritorno all'Estudiantes dopo 12 anni dall'ultima volta. Torna a vestire la maglia biancorossa il 26 agosto seguente, nella gara persa per 3-1 in casa contro l'Unión Santa Fe.

### Nazionale
Nel gennaio 2009, con la nazionale argentina Under-20 partecipa al Campionato sudamericano di categoria disputatosi in Venezuela, collezionando due presenze.
Il 20 aprile 2011 debutta in nazionale maggiore nell'amichevole contro l'Ecuador, riservata ai soli calciatori del campionato argentino, trovando quindi la prima rete nell'amichevole contro il Paraguay del 25 maggio successivo (4-2 per l'albiceleste), siglando di testa il gol del momentaneo 2-1.
Sotto la guida di Alejandro Sabella, C.T. argentino dall'agosto 2011 e già suo tecnico all'Estudiantes, entra stabilmente nel giro della Nazionale. Il 2 giugno 2014 viene inserito nella lista dei 23 convocati per il Mondiale in Brasile, dove gioca titolare fino agli ottavi di finale.

## Statistiche

### Presenze e reti nei club
Statistiche aggiornate al 25 maggio 2023.
| Stagione             | Squadra              | Campionato           | Campionato | Campionato | Coppe nazionali | Coppe nazionali | Coppe nazionali | Coppe continentali | Coppe continentali | Coppe continentali | Altre coppe | Altre coppe | Altre coppe | Totale | Totale |
| Stagione             | Squadra              | Comp                 | Pres       | Reti       | Comp            | Pres            | Reti            | Comp               | Pres               | Reti               | Comp        | Pres        | Reti        | Pres   | Reti   |
| -------------------- | -------------------- | -------------------- | ---------- | ---------- | --------------- | --------------- | --------------- | ------------------ | ------------------ | ------------------ | ----------- | ----------- | ----------- | ------ | ------ |
| 2008-2009            | Estudiantes (LP)     | PD                   | 16         | 2          | -               | -               | -               | CS+CL              | 2+2                | 0                  | -           | -           | -           | 20     | 2      |
| 2009-2010            | Estudiantes (LP)     | PD                   | 12         | 1          | -               | -               | -               | CL                 | 4                  | 0                  | Cmc         | 0           | 0           | 16     | 1      |
| 2010-2011            | Estudiantes (LP)     | PD                   | 31         | 1          | -               | -               | -               | CS+CL              | 2+8                | 1+1                | RSA         | 2           | 0           | 43     | 3      |
| Totale Estudiantes   | Totale Estudiantes   | Totale Estudiantes   | 59         | 4          |                 |                 |                 |                    | 18                 | 2                  |             | 2           | 0           | 79     | 6      |
| 2011-2012            | Napoli               | A                    | 16         | 0          | CI              | 1               | 0               | UCL                | 2                  | 2                  | -           | -           | -           | 19     | 2      |
| 2012-gen. 2013       | Napoli               | A                    | 2          | 0          | CI              | 1               | 0               | UEL                | 5                  | 0                  | SI          | 1           | 0           | 9      | 0      |
| gen.-giu. 2013       | Getafe               | PD                   | 14         | 1          | CdR             | -               | -               | -                  | -                  | -                  | -           | -           | -           | 14     | 1      |
| 2013-2014            | Napoli               | A                    | 38         | 0          | CI              | 4               | 1               | UCL+UEL            | 5+1                | 0                  | -           | -           | -           | 48     | 0      |
| Totale Napoli        | Totale Napoli        | Totale Napoli        | 44         | 0          |                 | 6               | 0               |                    | 13                 | 2                  |             | 1           | 0           | 76     | 10     |
| 2014-2015            | Swansea City         | PL                   | 28         | 0          | FACup+CdL       | 1+3             | 0               | -                  | -                  | -                  | -           | -           | -           | 32     | 0      |
| 2015-2016            | Swansea City         | PL                   | 32         | 1          | FACup+CdL       | 0               | 0               | -                  | -                  | -                  | -           | -           | -           | 32     | 1      |
| 2016-2017            | Swansea City         | PL                   | 27         | 0          | FACup+CdL       | 1+1             | 0               | -                  | -                  | -                  | -           | -           | -           | 29     | 0      |
| 2017-2018            | Swansea City         | PL                   | 30         | 1          | FACup+CdL       | 2+1             | 0               | -                  | -                  | -                  | -           | -           | -           | 33     | 1      |
| ago. 2018            | Swansea City         | FLC                  | 1          | 0          | FACup+CdL       | -               | -               | -                  | -                  | -                  | -           | -           | -           | 1      | 0      |
| Totale Swansea City  | Totale Swansea City  | Totale Swansea City  | 118        | 2          |                 | 9               | 0               |                    |                    |                    |             |             |             | 127    | 2      |
| 2018-2019            | Newcastle Utd        | PL                   | 19         | 0          | FACup+CdL       | 2+1             | 0               | -                  | -                  | -                  | -           | -           | -           | 22     | 0      |
| 2019-2020            | Newcastle Utd        | PL                   | 32         | 2          | FACup+CdL       | 2+1             | 0               | -                  | -                  | -                  | -           | -           | -           | 35     | 2      |
| 2020-2021            | Newcastle Utd        | PL                   | 24         | 0          | FACup+CdL       | 0+1             | 0               | -                  | -                  | -                  | -           | -           | -           | 25     | 0      |
| 2021-2022            | Newcastle Utd        | PL                   | 7          | 0          | FACup+CdL       | 0               | 0               | -                  | -                  | -                  | -           | -           | -           | 7      | 0      |
| Totale Newcastle Utd | Totale Newcastle Utd | Totale Newcastle Utd | 82         | 2          |                 | 7               | 0               |                    | -                  | -                  |             | -           | -           | 79     | 2      |
| 2022-feb. 2023       | Elche                | PD                   | 1          | 0          | CR              | 0               | 0               | -                  | -                  | -                  | -           | -           | -           | 1      | 0      |
| fe.-giu. 2023        | Al-Duhail            | SL                   | 4          | 1          | CQ+CdL          | 1+1             | 0               | ACL                | 3                  | 0                  | CdQ         | 0           | 0           | 9      | 1      |
| Totale carriera      | Totale carriera      | Totale carriera      | 315        | 11         |                 | 23              | 0               |                    | 34                 | 4                  |             | 3           | 0           | 377    | 15     |

### Cronologia presenze e reti in nazionale
| Cronologia completa delle presenze e delle reti in nazionale ― Argentina | Cronologia completa delle presenze e delle reti in nazionale ― Argentina | Cronologia completa delle presenze e delle reti in nazionale ― Argentina | Cronologia completa delle presenze e delle reti in nazionale ― Argentina | Cronologia completa delle presenze e delle reti in nazionale ― Argentina | Cronologia completa delle presenze e delle reti in nazionale ― Argentina | Cronologia completa delle presenze e delle reti in nazionale ― Argentina | Cronologia completa delle presenze e delle reti in nazionale ― Argentina |
| Data                                                                     | Città                                                                    | In casa                                                                  | Risultato                                                                | Ospiti                                                                   | Competizione                                                             | Reti                                                                     | Note                                                                     |
| ------------------------------------------------------------------------ | ------------------------------------------------------------------------ | ------------------------------------------------------------------------ | ------------------------------------------------------------------------ | ------------------------------------------------------------------------ | ------------------------------------------------------------------------ | ------------------------------------------------------------------------ | ------------------------------------------------------------------------ |
| 20-4-2011                                                                | La Plata                                                                 | Argentina                                                                | 2 – 2                                                                    | Ecuador                                                                  | Amichevole                                                               | -                                                                        | 34’ 46’                                                                  |
| 25-5-2011                                                                | Resistencia                                                              | Argentina                                                                | 4 – 2                                                                    | Paraguay                                                                 | Amichevole                                                               | 1                                                                        |                                                                          |
| 2-9-2011                                                                 | Calcutta                                                                 | Venezuela                                                                | 0 – 1                                                                    | Argentina                                                                | Amichevole                                                               | -                                                                        | 83’                                                                      |
| 6-9-2011                                                                 | Dacca                                                                    | Argentina                                                                | 3 – 1                                                                    | Nigeria                                                                  | Amichevole                                                               | -                                                                        | 83’                                                                      |
| 15-11-2011                                                               | Barranquilla                                                             | Colombia                                                                 | 1 – 2                                                                    | Argentina                                                                | Qual. Mondiali 2014                                                      | -                                                                        |                                                                          |
| 29-2-2012                                                                | Berna                                                                    | Svizzera                                                                 | 1 – 3                                                                    | Argentina                                                                | Amichevole                                                               | -                                                                        |                                                                          |
| 2-6-2012                                                                 | Buenos Aires                                                             | Argentina                                                                | 4 – 0                                                                    | Ecuador                                                                  | Qual. Mondiali 2014                                                      | -                                                                        | 33’                                                                      |
| 9-6-2012                                                                 | East Rutherford                                                          | Argentina                                                                | 4 – 3                                                                    | Brasile                                                                  | Amichevole                                                               | 1                                                                        |                                                                          |
| 15-8-2012                                                                | Francoforte                                                              | Germania                                                                 | 1 – 3                                                                    | Argentina                                                                | Amichevole                                                               | -                                                                        |                                                                          |
| 7-9-2012                                                                 | Córdoba                                                                  | Argentina                                                                | 3 – 1                                                                    | Paraguay                                                                 | Qual. Mondiali 2014                                                      | -                                                                        |                                                                          |
| 11-9-2012                                                                | Lima                                                                     | Perù                                                                     | 1 – 1                                                                    | Argentina                                                                | Qual. Mondiali 2014                                                      | -                                                                        |                                                                          |
| 12-10-2012                                                               | Mendoza                                                                  | Argentina                                                                | 3 – 0                                                                    | Uruguay                                                                  | Qual. Mondiali 2014                                                      | -                                                                        |                                                                          |
| 16-10-2012                                                               | Santiago del Cile                                                        | Cile                                                                     | 1 – 2                                                                    | Argentina                                                                | Qual. Mondiali 2014                                                      | -                                                                        |                                                                          |
| 14-11-2012                                                               | Riyad                                                                    | Arabia Saudita                                                           | 0 – 0                                                                    | Argentina                                                                | Amichevole                                                               | -                                                                        |                                                                          |
| 6-2-2013                                                                 | Stoccolma                                                                | Svezia                                                                   | 2 – 3                                                                    | Argentina                                                                | Amichevole                                                               | -                                                                        |                                                                          |
| 22-3-2013                                                                | Buenos Aires                                                             | Argentina                                                                | 3 – 0                                                                    | Venezuela                                                                | Qual. Mondiali 2014                                                      | -                                                                        |                                                                          |
| 7-6-2013                                                                 | Buenos Aires                                                             | Argentina                                                                | 0 – 0                                                                    | Colombia                                                                 | Qual. Mondiali 2014                                                      | -                                                                        |                                                                          |
| 11-6-2013                                                                | Quito                                                                    | Ecuador                                                                  | 1 – 1                                                                    | Argentina                                                                | Qual. Mondiali 2014                                                      | -                                                                        | 59’                                                                      |
| 14-8-2013                                                                | Roma                                                                     | Italia                                                                   | 1 – 2                                                                    | Argentina                                                                | Amichevole                                                               | -                                                                        |                                                                          |
| 11-10-2013                                                               | Buenos Aires                                                             | Argentina                                                                | 3 – 1                                                                    | Perù                                                                     | Qual. Mondiali 2014                                                      | -                                                                        |                                                                          |
| 15-10-2013                                                               | Montevideo                                                               | Uruguay                                                                  | 3 – 2                                                                    | Argentina                                                                | Qual. Mondiali 2014                                                      | -                                                                        |                                                                          |
| 15-11-2013                                                               | East Rutherford                                                          | Ecuador                                                                  | 0 – 0                                                                    | Argentina                                                                | Amichevole                                                               | -                                                                        |                                                                          |
| 18-11-2013                                                               | Saint Louis                                                              | Argentina                                                                | 2 – 0                                                                    | Bosnia ed Erzegovina                                                     | Amichevole                                                               | -                                                                        |                                                                          |
| 5-3-2014                                                                 | Bucarest                                                                 | Romania                                                                  | 0 – 0                                                                    | Argentina                                                                | Amichevole                                                               | -                                                                        |                                                                          |
| 4-6-2014                                                                 | Buenos Aires                                                             | Argentina                                                                | 3 – 0                                                                    | Trinidad e Tobago                                                        | Amichevole                                                               | -                                                                        |                                                                          |
| 7-6-2014                                                                 | La Plata                                                                 | Argentina                                                                | 2 – 0                                                                    | Slovenia                                                                 | Amichevole                                                               | -                                                                        |                                                                          |
| 15-6-2014                                                                | Rio de Janeiro                                                           | Argentina                                                                | 2 – 1                                                                    | Bosnia ed Erzegovina                                                     | Mondiali 2014 - 1º turno                                                 | -                                                                        |                                                                          |
| 21-6-2014                                                                | Belo Horizonte                                                           | Argentina                                                                | 1 – 0                                                                    | Iran                                                                     | Mondiali 2014 - 1º turno                                                 | -                                                                        |                                                                          |
| 25-6-2014                                                                | Porto Alegre                                                             | Nigeria                                                                  | 2 – 3                                                                    | Argentina                                                                | Mondiali 2014 - 1º turno                                                 | -                                                                        |                                                                          |
| 1-7-2014                                                                 | San Paolo                                                                | Argentina                                                                | 1 – 0 dts                                                                | Svizzera                                                                 | Mondiali 2014 - Ottavi di finale                                         | -                                                                        |                                                                          |
| 3-9-2014                                                                 | Düsseldorf                                                               | Germania                                                                 | 2 – 4                                                                    | Argentina                                                                | Amichevole                                                               | 1                                                                        |                                                                          |
| 11-10-2014                                                               | Pechino                                                                  | Brasile                                                                  | 2 – 0                                                                    | Argentina                                                                | Amichevole                                                               | -                                                                        | 50’                                                                      |
| Totale                                                                   |                                                                          | Presenze                                                                 | 32                                                                       |                                                                          | Reti                                                                     | 3                                                                        |                                                                          |

## Palmarès

### Competizioni nazionali
- Campionato argentino: 1

Estudiantes: Apertura 2010
- Coppa Italia: 2

Napoli: 2011-2012, 2013-2014
- Coppa delle Stelle del Qatar: 1

Al-Duhail: 2022-2023
- Campionato qatariota: 1

Al-Duhail: 2022-2023
- Coppa di Qatar: 1

Al-Duhail: 2022-2023
- Copa de la Liga Profesional: 1

Estudiantes: 2024
- Trofeo de Campeones de la Liga Profesional: 1

Estudiantes: 2024

### Competizioni internazionali
- Coppa Libertadores: 1

Estudiantes: 2009